# Alte Börse am Grünen Tor

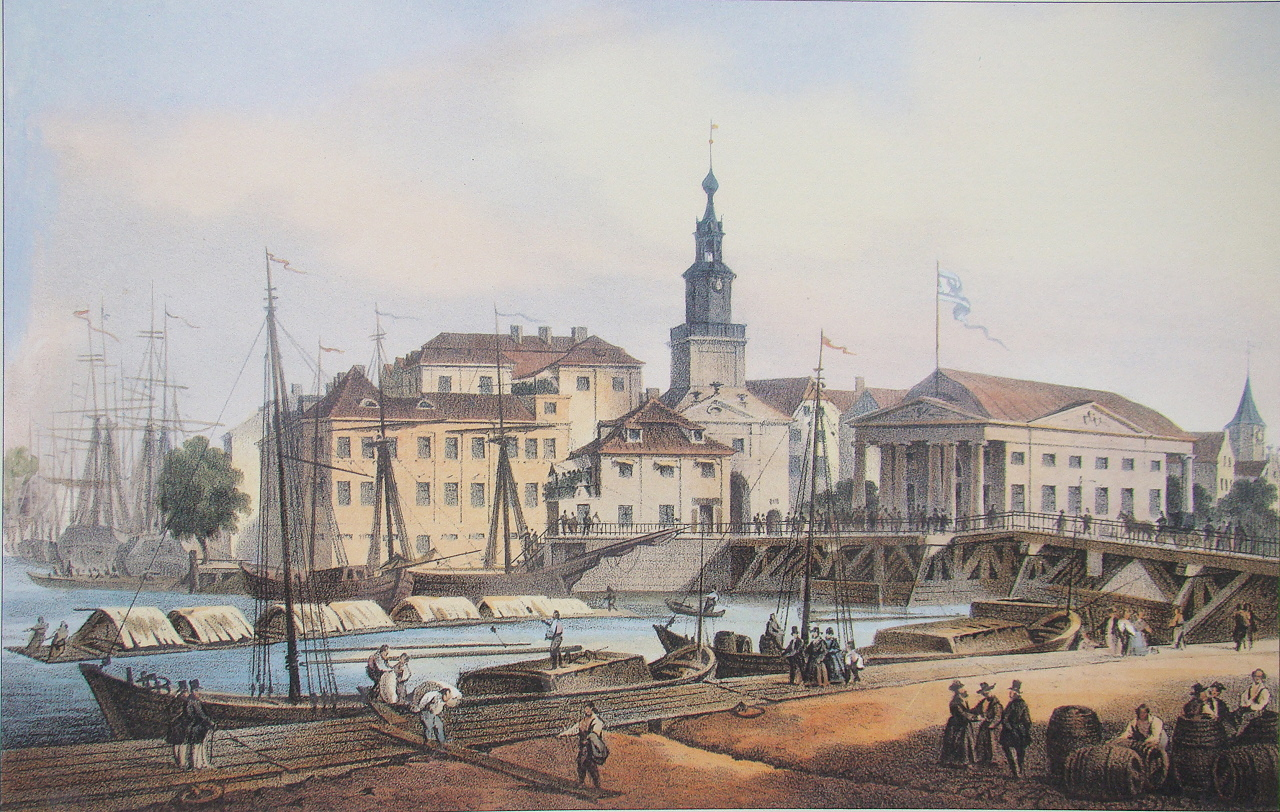
Königsberg, Grüne Brücke mit Alter Börse (1850)

Die Alte Börse am Grünen Tor in Kneiphof wurde von den Kaufleuten der drei Städte  Altstadt (Königsberg), Löbenicht und Kneiphof genutzt und bestand von 1624 bis 1875. 1875 wurde bei der Vorderen Vorstadt die Neue Börse im Stil des Historismus errichtet; im Zuge des Neubaues wurde die Alte Börse abgebrochen.

## Beschreibung
Die Alte Börse befand sich am Grünen Tor, dem „prächtigsten Tor“ Königsbergs. Es bildete den südlichen Zugang zur Kneipfhöfischen Langgasse. Heute verläuft dort die Hochbrücke des Leninski-Prospekt (Kaliningrad). Flankiert wurde die Börse laut der Beschreibung von Caspar Stein vom Postgebäude. Auf Gemälden wird die Alte Börse mit den beiden Glockentürmen des Königsberger Stadtteils Kneiphof dargestellt, mit dem Glockenturm des Grünen Tors und dem des Kneiphöfischen Doms.

### Renaissancebau (1624–1800)
Die alte Börse wurde 1624 auf Pfählen über dem Fluss Pregel im Stil venezianischer Gebäude östlich der Grünen Brücke am Kneiphof erbaut. Das Gebäude war mit „Säulen, die durch eine Rundbogenarchitektur miteinander verbunden waren, und mit zwei der Langgasse parallelen Dächern, die auf ihren Giebeln eine Barockarchitektur“ zeigten, versehen. 1624 wurden die Statuen von Merkur und Neptun mit den Wappen des Kneiphofs auf die Fassade gesetzt.
An der Decke der Börse waren Sirenen und Seeungeheuer dargestellt. Damit wurde die Seeherrschaft der Königsberger Marine demonstriert. Zudem wurden 60 Embleme in Figuren und Malereien mit Reimen dargestellt. Die Malereien schuf der holländische Maler Greger Singknecht. Die Reime schrieb Samuel Fuchs. Das Gemälde des letzten Sinnspruchs stellte das Jüngste Gericht dar. Singknechts Gemälde wurden 1792 von Johann Friedrich Bayer erneuert. Lilienthal meinte 1726, dass die Alte Börse „ihrer luftigen Situation halber alle Börsen in Europa“ übertreffe.

### Klassizistischer Bau (1800–1875)
Am 4. September 1800 wurde an gleicher Stelle ein neues Gebäude im Stil des Klassizismus erbaut. Der Bau zeigte in der Westfront gekoppelte ionische Säulen. Das Kuppeldach war nach dem Delormeschen System nach Entwürfen des Obermühleninspektors Dittrich erbaut. An den Längsseiten befanden sich große, rechteckige Fenster und kleine quadratische darüber. In dem nach der Südseite gerichteten Giebel waren die Wappen der drei Städte Altstadt, Kneiphof und Löbenicht zu sehen. Eine kolorierte Lithographie von Friedrich Heinrich Bils zeigt den Hafen unterhalb der Grünen Brücke mit Grünem Tor und Alter Börse. Das Gebäude wurde 1875 abgebrochen.

„Der große fast das ganze Gebäude ausfüllende Saal hatte eine elliptische Gestalt. Die vier Ecken des Hauses waren durch halbrunde Wände abgeschnitten, welche als kleine Kabinette teils für die Makler bestimmt waren, teils Treppen auf die an den schmalen Seiten des Saales in der Höhe angebrachten Balkons aufnahmen. Die Eingänge waren von beiden Giebelseiten, von der Köttelbrücke aus konnte man durch eine angebaute große Freitreppe über den Gang am Bollwerke unmittelbar in das Gebäude der Kaufmannsressoure gehen, die jetzt noch unter den Namen Börsenhalle an der alten Stelle liegt.“

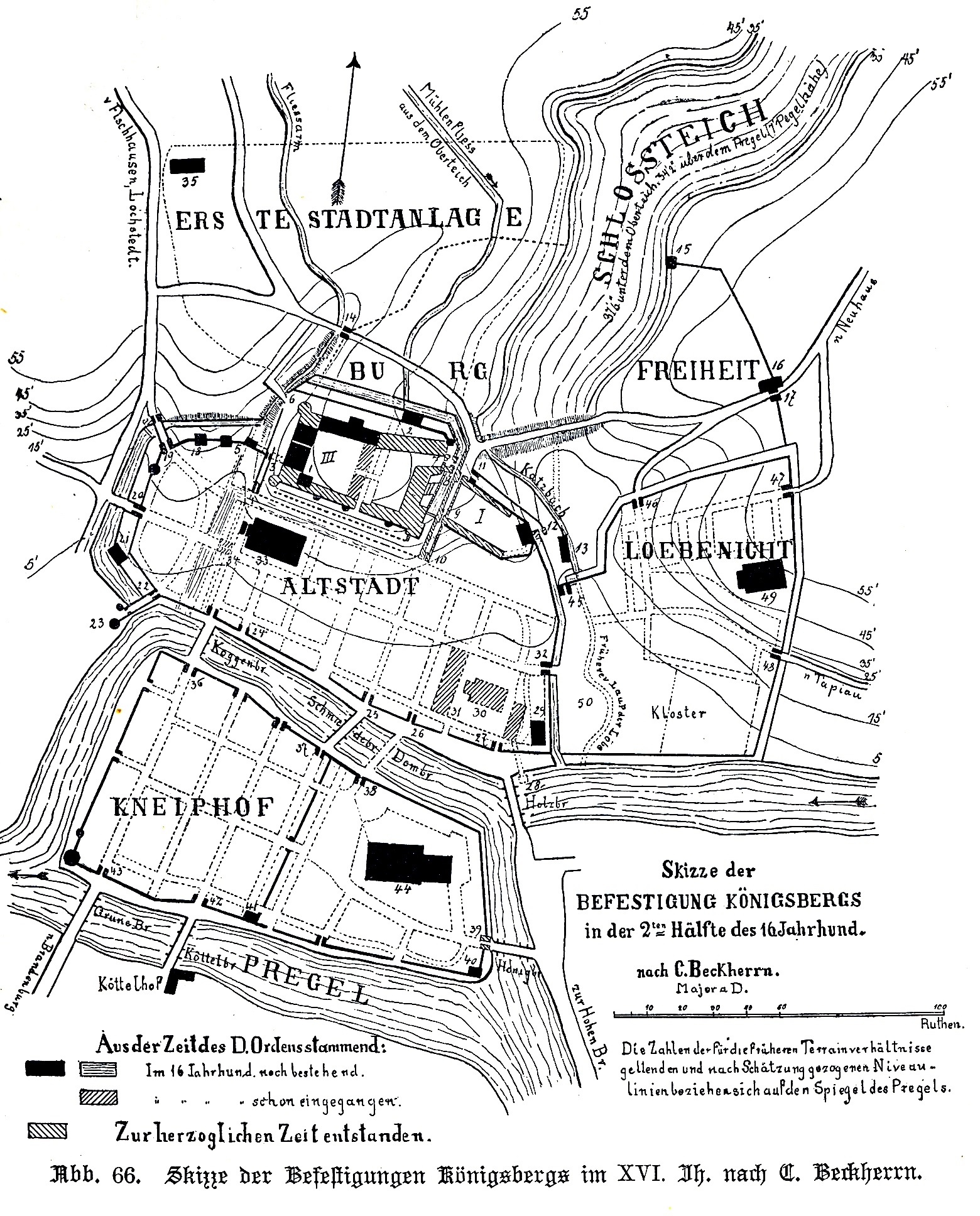
Das Grüne Tor befindet sich links unten als Brücke zur Insel mit dem späteren Stadtteil Kneiphof. Dort befand sich die Börse.
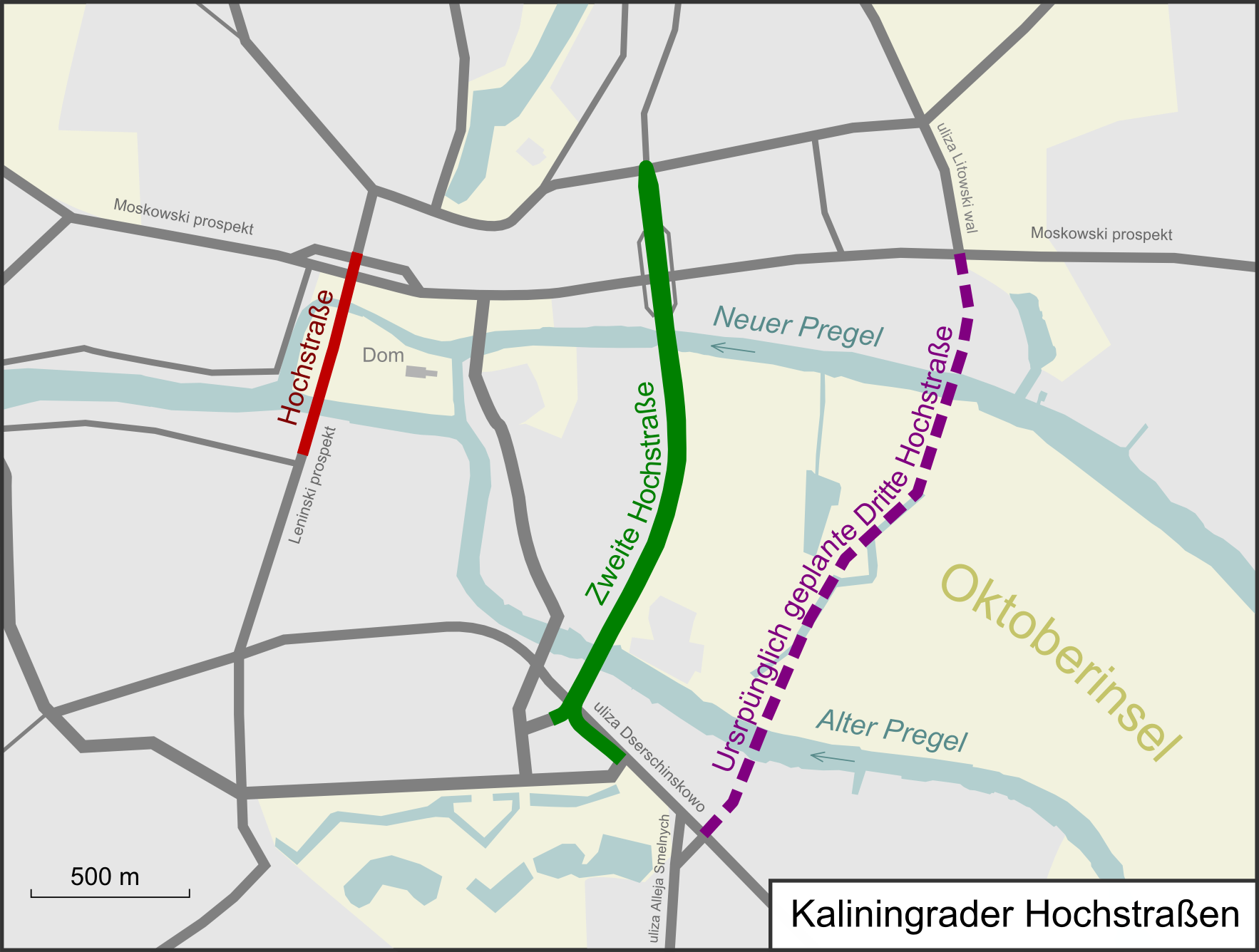
Situation heute
Alte Börse
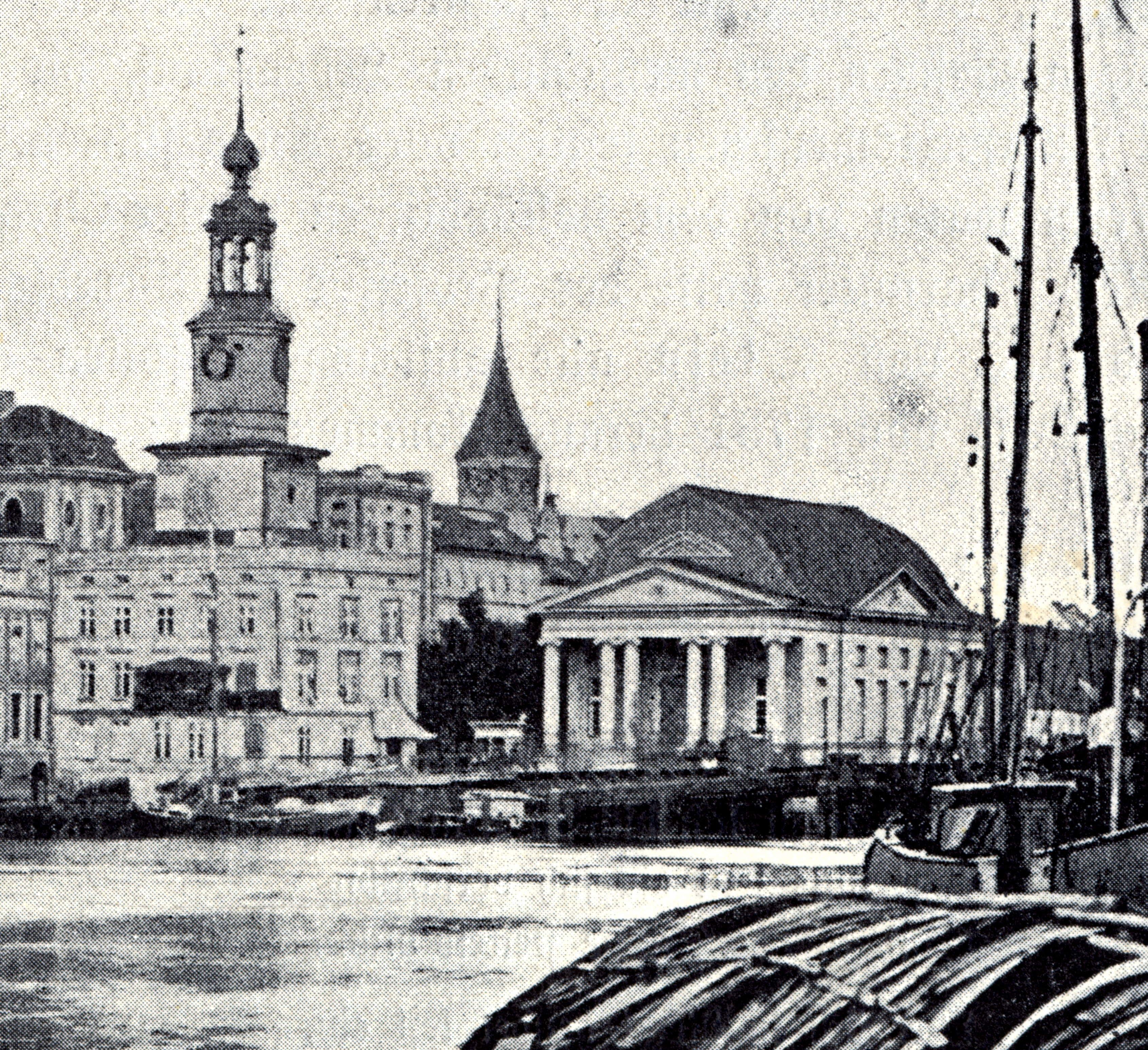
Königsberg, Alte Börse (1880), Glockentürme vom Grünen Tor und vom Dom